# 465년

## 연호
- 유송(劉宋) 영광(永光) 원년 / 경화(景和) 원년 / 태시(泰始) 원년
- 북위(北魏) 화평(和平) 6년

## 기년
- 유송(劉宋) 전폐제(前廢帝) 원년 / 명제(明帝) 원년
- 북위(北魏) 문성제(文成帝) 14년
- 신라(新羅) 자비 마립간(慈悲麻立干) 8년
- 고구려(高句麗) 장수왕(長壽王) 53년
- 백제(百濟) 개로왕(盖鹵王) 11년

## 탄생
- 백제(百濟)의 23대 국왕(國王) 삼근왕(三斤王)